# واترلو (ترانه آبا)
«واترلو» تک‌آهنگی از گروه موسیقی موسیقی پاپ آبا است که در سال ۱۹۷۴ میلادی منتشر شد.
این تک‌آهنگ در چارت‌های، بریتانیا، سوئیس، نروژ در رتبه اول و در چارت‌های، اتریش جزو ده ترانه اول قرار گرفت.